# Nyżniokurhanne
Nyżniokurhanne (ukr. Нижньокурганне, ros. Нижнекурганное, Niżniekurgannoje) – wieś na Ukrainie, w Autonomicznej Republice Krymu (de iure stanowiącej integralną część państwa ukraińskiego, w 2014 anektowanej przez Rosję i odtąd funkcjonującej jako Republika Krymu), w rejonie symferopolskim. W 2001 liczyła 70 mieszkańców, wśród których 6 wskazało jako ojczysty język ukraiński, 52 rosyjski, a 12 krymskotatarski. Według spisu ludności przeprowadzonego przez okupacyjne władze rosyjskie populacja wsi w 2014 wynosiła 74 osoby.